# Константиновский сельский совет (Запорожская область)
Константиновский сельский совет (укр. Костянтинівська сільська рада) — входит в состав
Мелитопольского района
Запорожской области
Украины.
Административный центр сельского совета находится в 
с. Константиновка
.

## История
- 1921 — дата образования.

## Населённые пункты совета
- с. Константиновка